# Caño Cristales
Caño Cristales  (vertaling: Kristallen stroom) is een rivier in de Serranía de la Macarena in het Colombiaanse departement Meta. De rivier is een zijtak van de rivier Guayabero en is onderdeel van het stroomgebied van de Orinoco. De rivier wordt ook vaak de 'Rivier van vijf kleuren' of de 'Vloeibare regenboog' genoemd, dit vanwege de kleuren in de rivier. De bodem van de rivier is vanaf eind juli tot november bedekt met gele, groene, blauwe en vooral rode planten. De rode kleur ontstaat door de waterplantensoort Macarenia clavigera (uit het geslacht Macarenia).

## Geologie
De kwartsietrotsen van het Serrania de la Macarena plateau zijn ongeveer 1,2 miljard jaar geleden gevormd. Het zijn de westelijke uitlopers van het Guyanaschild dat zich uitstrekt over Venezuela, Guyana en Brazilië. Ze behoren tot de oudste aan de aardoppervlakte komende rotsen ter wereld.
De Caño Cristales is een snel stromende rivier met veel stroomversnellingen en watervallen. In de rivierbedding zijn verschillende kleine gaten ontstaan, zogenaamde potholes, die zijn uitgeschuurd door in het water rond wervelende stukken hard gesteente. De stenen roteren in een holte in de zachtere rivierbodem waardoor een rond gat wordt uitgesleten.

## Flora en fauna

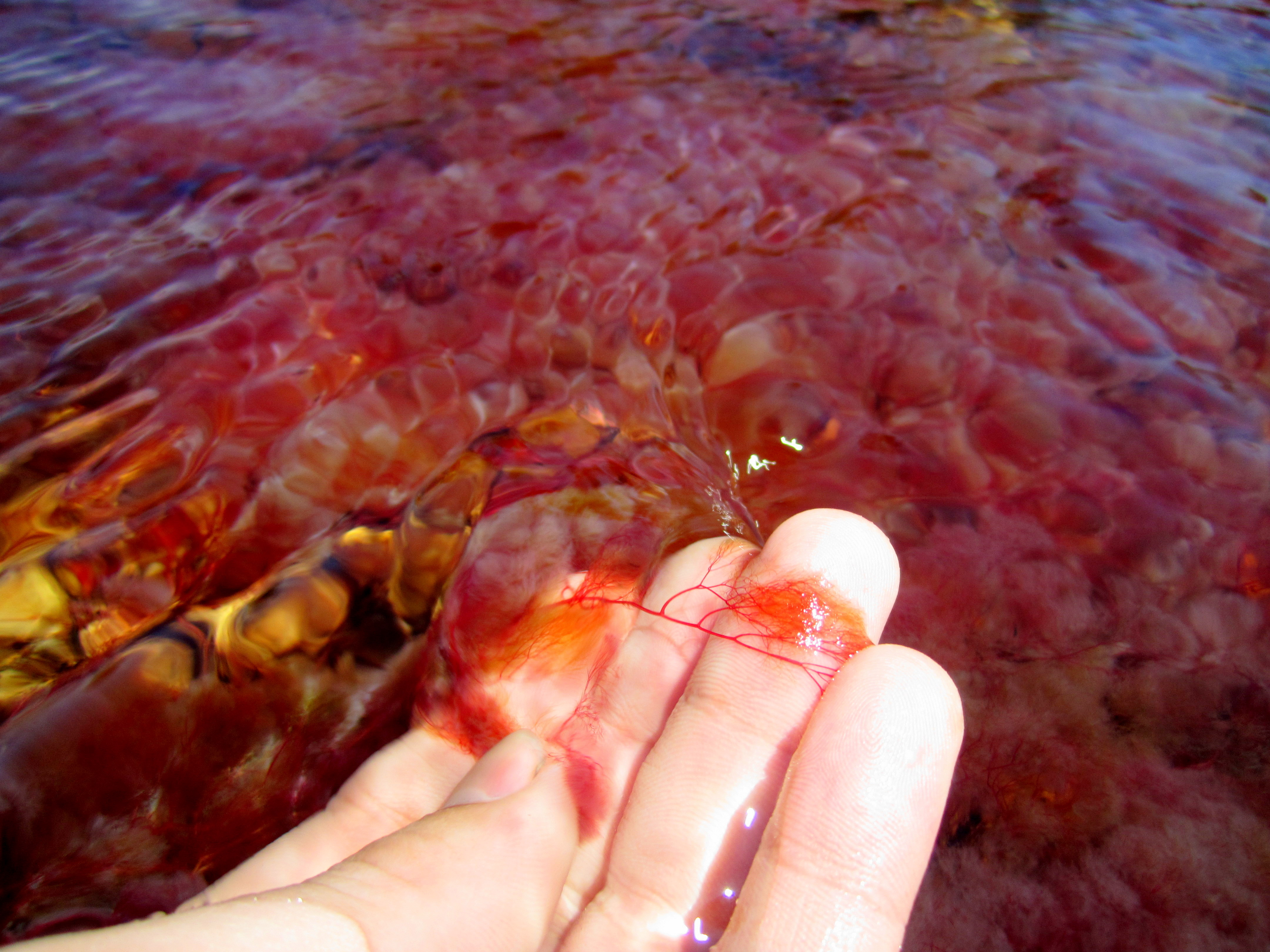
Macarenia clavigera

The Serranía de la Macarena ligt op de grens van drie grote ecosystemen, elk met een grote diversiteit in flora en fauna: de Andes, de Los Llanos en het Amazoneregenwoud. Op de harde rotsen van dit plateau zijn beperkt voedingsstoffen voor planten en dieren aanwezig. Ze hebben zich op diverse manier aan deze situatie aangepast. Het representatieve bioom van de  Serranía de la Macarena is het regenwoud, waarin komen grote temperatuurverschillen voorkomen. Op het plateau leven 420 soorten vogels, 10 soorten amfibieën, 43 soorten reptielen en 8 primaten.
In de Caño Cristales groeien waterplanten maar er zijn erg weinig vissen. Het water is uitzonderlijk schoon vanwege het ontbreken van voedingsstoffen en kleine deeltjes. De in de rivier voorkomende planten worden ook gevonden in andere lokale rivieren zoals de 'Caño Siete Machos'. De planten zitten stevig aan de rotsen vast op plaatsen met een grote stroomsnelheid.

## Toerisme
Om de rivier te bezoeken dient men te reizen naar het dorpje La Macarena in het departement Meta. Er zijn twee manieren om in het dorpje te komen, vanaf Villavicencio, in een Douglas DC-3 vrachtvliegtuig, of met een directe vlucht vanaf de hoofdstad Bogota 
Tussen eind juli en met november zijn de kleuren in de rivier het spectaculairst.